# Michael Cusack
Michael R. Cusack (Dapto, 25 ottobre 1990) è un animatore, doppiatore, sceneggiatore e regista australiano.
È noto soprattutto per essere il creatore di Smiling Friends, insieme a Zach Hadel, e YOLO: Crystal Fantasy, trasmessi entrambi da Adult Swim, e Koala Man di Hulu.

## Carriera
Cusack è cresciuto guardando serie animate per adulti come South Park, I Simpson e Futurama. Si è interessato all'animazione sui vent'anni, imparando da solo Adobe Flash utilizzando tutorial su Internet. Cusack pubblica i suoi contenuti sul suo canale YouTube e sul suo account Newgrounds. Iniziò a collaborare con Zach Hadel, prima online poi di persona, quando Cusack viaggiò per incontrarlo a Burbank, in California. Cusack è noto inoltre per aver creato e interpretato il personaggio immaginario Lucas the Magnificent in alcuni video live action di YouTube e Twitter, a partire dal 2014.
Con lo Studio Yotta, Cusack ha animato un episodio parodia di Rick and Morty intitolato Bushworld Adventures, trasmesso su Adult Swim nel 2018 in occasione della ricorrenza del pesce d'aprile.
Dal 2023 prende parte al cast di Helluva Boss, doppiando il peccato dell'avarizia in persona Mammon.

## Filmografia

### Animatore
- Yolo, regia di Michael Cusack (2012)
- Damo and Darren – serie animata, 5 episodi (2014-2016)
- TripTank – serie animata, 1 episodio (2014)
- Yolo 2, regia di Michael Cusack (2014)
- Bushworld Adventures – cortometraggio (2018)
- Shrek Retold, regia di Grant Duffrin (2018)
- Fresh Blood: Koala Man – cortometraggio (2018)
- Smiling Friends – serie animata, 9 episodi (2020-in corso)
- YOLO: Crystal Fantasy – serie animata, 8 episodi (2020-in corso)
- La famiglia Paloni: speciale Halloween (The Paloni Show! Halloween Special!) – special televisivo (2022)

### Sceneggiatore
- Yolo – serie animata, 2 episodi (2012-2014)
- Weedheads – serie animata, 2 episodi (2013-2015)
- Damo and Darren – serie animata, 5 episodi (2014-2016)
- TripTank – serie animata, 1 episodio (2014)
- Yolo 2, regia di Michael Cusack (2014)
- Yabby Hunterz, regia di Michael Cusack (2016)
- Teacup Disco, regia di Michael Cusack (2016)
- All Night Gaming, regia di Michael Cusack (2016)
- Bushworld Adventures, regia di Michael Cusack (2018)
- Bush Friends, regia di Michael Cusack (2018)
- Grandpa Arthur, regia di Michael Cusack (2018)
- Fresh Blood: Koala Man – cortometraggio (2018)
- Smiling Friends – serie animata, 1 episodio (2020-in corso)
- YOLO: Crystal Fantasy – serie animata, 16 episodi (2020-in corso)
- Upprättelse, regia di Michael Cusack (2021)
- Koala Man – serie animata, 2 episodi (2023-in corso)

### Doppiatore
- Question for Ted – serie animata, 2 episodi (2012)
- Yolo – serie animata, 2 episodi (2012-2014)
- Weedheads – serie animata, 2 episodi (2013-2015)
- Damo and Darren – serie animata, 5 episodi (2014-2016)
- All Night Gaming, regia di Michael Cusack (2016)
- The Slot – serie TV (2017)
- OneyPlays – serie animata, 1 episodio (2018)
- Bushworld Adventures, regia di Michael Cusack (2018)
- Shrek Retold, regia di Grant Duffrin (2018)
- Fresh Blood: Koala Man – cortometraggio (2018)
- Gēmusetto – serie animata, 1 episodio (2019)
- The Cyanide and Happiness Show – serie animata, 1 episodio (2019)
- Smiling Friends – serie animata, 9 episodi (2020-in corso)
- YOLO: Crystal Fantasy – serie animata, 16 episodi (2020-in corso)
- Emojitown – serie animata, 2 episodi (2021)
- Doomlands – serie animata, 1 episodio (2022)
- Fruit Salad – serie animata, 1 episodio (2022)
- High on Life – videogioco (2022)
- Koala Man – serie animata, 8 episodi (2023-in corso)
- Helluva Boss – serie animata (2023-in corso)
- Lego Star Wars: Rebuild the Galaxy – serie animata (2024-in corso)

## Doppiatori italiani
Da doppiatore è sostituito da:
- Paolo De Santis in Koala Man (Koala Man)
- Lorenzo Crisci in Koala Man (Liam Williams)
- Riccardo Burbi in Koala Man (Il magnifico)
- Daniele De Lisi in Lego Star Wars: Rebuild the Galaxy